# Hornopirén
Hornopirén (anteriormente llamado Río Negro-Hornopirén) es la capital de la comuna de Hualaihué, ubicada en la Región de Los Lagos, a 109 kilómetros al sur de Puerto Montt, en la zona sur de Chile. Esta localidad es considerada «la puerta norte de la Carretera Austral». Las principales actividades económicas de la localidad son el turismo, los servicios y el cultivo de especies marinas.

## Toponimia
Hornopirén recibe su nombre del mapudungun pirén, «Horno de nieve». Antiguamente era llamado Quechucaví («cinco distritos» o «cinco juntas»).

## Atractivos
- Parque nacional Hornopirén, administrado por la CONAF. Posee una superficie de 48.232 hectáreas.
- Lago General Pinto Concha en el Parque Nacional Hornopirén
- Cascada del Río Blanco en el Parque Nacional Hornopirén
- Volcán Hornopirén
- Cascadas de Río Negro (Vejar y Tato)
- Termas de Llancahué (piscina)
- Termas de Porcelana chica (natural)
- Termas de Porcelana grande (natural)
- Termas de Cahuelmó (natural)
- Termas de Pichicolo (natural, tinajas)
- Termas Lago Cabrera (natural)
- Lago Cabrera
- Parque Patagonia El Cobre
- Hornopirén Indómito Experiencias

Una alternativa de excursión es hacer el camino que va por localidades como Chaqueihua situada a 6 kilómetros al noreste de Hornopirén junto al Río Negro y seguir hacia el sur hasta llegar al río Blanco, un lugar muy recomendado para la pesca deportiva, 5 kilómetros más adelante, el camino bordea el Canal Cholgo pasando por unos acantilados con excelentes vistas a la Isla de los Ciervos. Tras atravesar la cuesta El Farellón, el camino llega a Caleta Cholgo ubicado a 28 kilómetros de Hornopirén, aquí se encuentra el Río Cholgo, muy adecuado para la pesca deportiva y donde existen además cultivos de balsas jaulas y casas modernas de los salmoneros, continuando 7 kilómetros más al sur se puede llegar hasta Caleta Pichanco donde antiguamente existía servicio de transbordador a Caleta Leptepu. Este trayecto no es recomendable después de lluvias por las condiciones del camino.
También, Hornopirén es un muy buen lugar para hacer base para realizar excursiones por los alrededores, tales como rafting en el Río Blanco o ascenso al Volcán Hornopirén, puesto que cuenta con una importante cantidad de servicios de soporte tales como alojamientos y guías turísticos locales. Además, desde el pueblo es posible acceder a termas naturales, fiordos navegables como Cahuelmó y Quintupeu, y a senderos del Parque Nacional Hornopirén, lo que lo convierte en un destino estratégico dentro de la Carretera Austral.

## Conectividad
Existe servicio de buses con cuatro o cinco salidas diarias hacia Puerto Montt. También existe un servicio hacia Chaitén (Ruta Bimodal) con dos frecuencias diarias.
Desde Hornopirén también zarpa todos los días un transbordador con destino a Caleta Gonzalo, localidad ubicada en el fiordo Reñihué, para continuar viaje por la Carretera Austral hasta Chaitén. La navegación hasta Caleta Gonzalo tiene una duración de cuatro horas.

## Medios de comunicación

### Radioemisoras
FM
- 89.7 MHz - Radio Hualaihué
- 97.1 MHz - Radio Hornipirén

Radios Online
- Radio Hualaihué
- Radio Hornipirén

### Televisión

#### VHF
- 7 - TVN
- 13 - Canal 13A partir de 2023, la señal de Mega (Canal 9) finalizó sus transmisiones en su señal de análogo, debido a la decisión de la televisora de renunciar la concesión de televisión para esta localidad, y que afectó igualmente a otras ciudades del país, debido a razones económicas, y para potenciar las multiplataformas digitales (En concreto, la plataforma Mega GO). Desde entonces, los habitantes de la localidad y sus alrededores, solamente podrán sintonizar la señal de Mega por TV Cable, Satélite, IPTV, o en su señal en internet. Y en consecuencia, no tendrá en un futuro una señal en Televisión Abierta Digital en la comuna.

### TDT (asignadas para su futura emisión)
- 7.1 - TVN HD
- 7.2 - NTV
- 7.31 - TVN One Seg
- 13.1 - Canal 13 HD
- 13.2 - T13 En Vivo
- 13.31 - Canal 13 One Seg